# 다이하드 4.0
《다이하드 4.0》(Die Hard 4.0)은 2007년 개봉한 미국의 액션 스릴러 영화로, 다이하드 시리즈의 4번째 작품이다. 이 영화의 부제는 뉴 햄프셔의 모토인 '자유가 아니면 죽음을(Live Free or Die)'에서 따온 것이다.

## 줄거리
뉴욕 경찰 존 맥클레인은 FBI의 의뢰를 받아 해커 매튜 패럴을 호송하던 중 사이버 테러리스트 토마스 가브리엘의 공격을 받는다. 가브리엘은 미국의 주요 기반 시설을 마비시키는 '화력 세일'이라는 사이버 공격을 계획하고 있었고, 패럴은 그 계획에 핵심적인 역할을 하게 된다. 맥클레인과 패럴은 가브리엘의 공격을 피하며 워싱턴 D.C.로 향하지만, 가브리엘의 수하들은 끈질기게 그들을 추격한다.
이들은 가브리엘의 다음 목표가 전력망임을 알아내고 웨스트버지니아의 전력 시설로 향한다. 치열한 전투 끝에 가브리엘의 부하들을 제압하지만, 가브리엘은 맥클레인과 패럴을 없애기 위해 가스관을 조작하여 대규모 정전을 일으킨다. 이후 맥클레인과 패럴은 슈퍼 해커 '워록'의 도움을 받아 가브리엘의 은신처를 추적한다. 그곳은 NSA 시설로, 가브리엘은 미국의 개인 및 금융 정보를 다운로드하여 탈취하려 한다.
가브리엘은 맥클레인의 딸 루시를 납치하고, 맥클레인은 가브리엘과 대면하며 반드시 그를 막겠다고 선언한다. 맥클레인과 패럴은 NSA 시설로 달려가지만, 패럴은 가브리엘에게 잡히고 만다. 가브리엘은 데이터를 복호화하라고 압박하지만, 패럴은 거부한다. 맥클레인은 가브리엘을 추격하여 결국 그를 사살하고, 패럴은 가브리엘의 부하를 처치하며 사건은 마무리된다. 사건 해결 후, 맥클레인은 딸을 구해준 패럴에게 감사를 표하고 패럴은 맥클레인의 딸에게 호감을 느끼게 된다.

## 출연
- 브루스 윌리스 - 존 맥클레인
- 저스틴 롱 - 매튜 "맷" 패럴
- 티머시 올리펀트 - 토머스 가브리엘
- 메리 엘리자베스 윈스티드 - 루시 제네로 / 루시 맥클레인
- 매기 큐 - 마이 린
- 케빈 스미스 - 프레더릭 컬루디스 / 워록
- 클리프 커티스 - 미겔 보먼 FBI 부국장
- 조너선 새도스키 - 트레이
- 에도아르도 코스타 - 에머슨
- 시릴 라파엘리 - 랜드
- 요르고 콘스탄틴 - 루소
- 젤코 이바네크 - 몰리나 요원
- 크리스티나 챙 - 테일러
- 성 강 - 라지
- 제이크 맥도먼 - 짐
- 렌 와이즈먼 - F-35 파일럿 (카메오)

## 기타
- 공동제작: 스티븐 J. 에즈
- 미술: 패트릭 타투포우로스
- 의상: 데니즈 윈게이트
- 배역: 데보라 아퀼라
- 배역: 메리 트리샤 우드

## 같이 보기
- 유령 (드라마)
- 사이버 전쟁
  - 파이어세일 공격(firesale attack) - 영화 '다이하드 4.0'에서 처음 대중적으로 쓰였으며, '전면적인 사이버 전쟁'을 뜻한다
- 스턱스넷
- 에너미 오브 스테이트